# Juntusranta
Juntusranta je vesnice v provincii Kainuu na území obce Suomussalmi. Leží 30 km SSV od vlastního Suomussalmi, asi 10 km od hranic s Ruskou federací. Jméno vesnice vešlo do povědomí veřejnosti za Zimní války, v souvislosti s bitvou o Suomussalmi (1939/1940). Finské jednotky ji během svého ústupu v první fázi bojů zcela zničily, po válce musela být vystavěna znovu. 